# Brushy Bill Roberts
 (avril 2015).
Si vous disposez d'ouvrages ou d'articles de référence ou si vous connaissez des sites web de qualité traitant du thème abordé ici, merci de compléter l'article en donnant les références utiles à sa vérifiabilité et en les liant à la section « Notes et références ».
Ne doit pas être confondu avec William Henry Roberts.
Brushy Bill Roberts, probablement né le 31 décembre 1859 et mort le 27 décembre 1950, de son vrai nom Ollie P. Roberts ou Ollie L. Roberts, est un Américain qui a attiré l'attention en prétendant être Billy the Kid. Même si la revendication de Roberts a été rejetée par presque tous les historiens (et même certains de ses proches), son argumentation n'était pas entièrement dépourvue de preuves. L'affaire Brushy est promue par le « Billy the Kid Museum » dans sa ville natale de Hico dans le comté de Hamilton au Texas. Son histoire a encore été promue par le film Young Guns 2 (1990). Robert Stack fait un segment sur l'affaire Brushy au début de l'année 1990 sur la NBC dans l'émission Les Enquêtes extraordinaires. Ce projet a également soulevé la possibilité que l'histoire soit vraie.

## Toute la vérité?

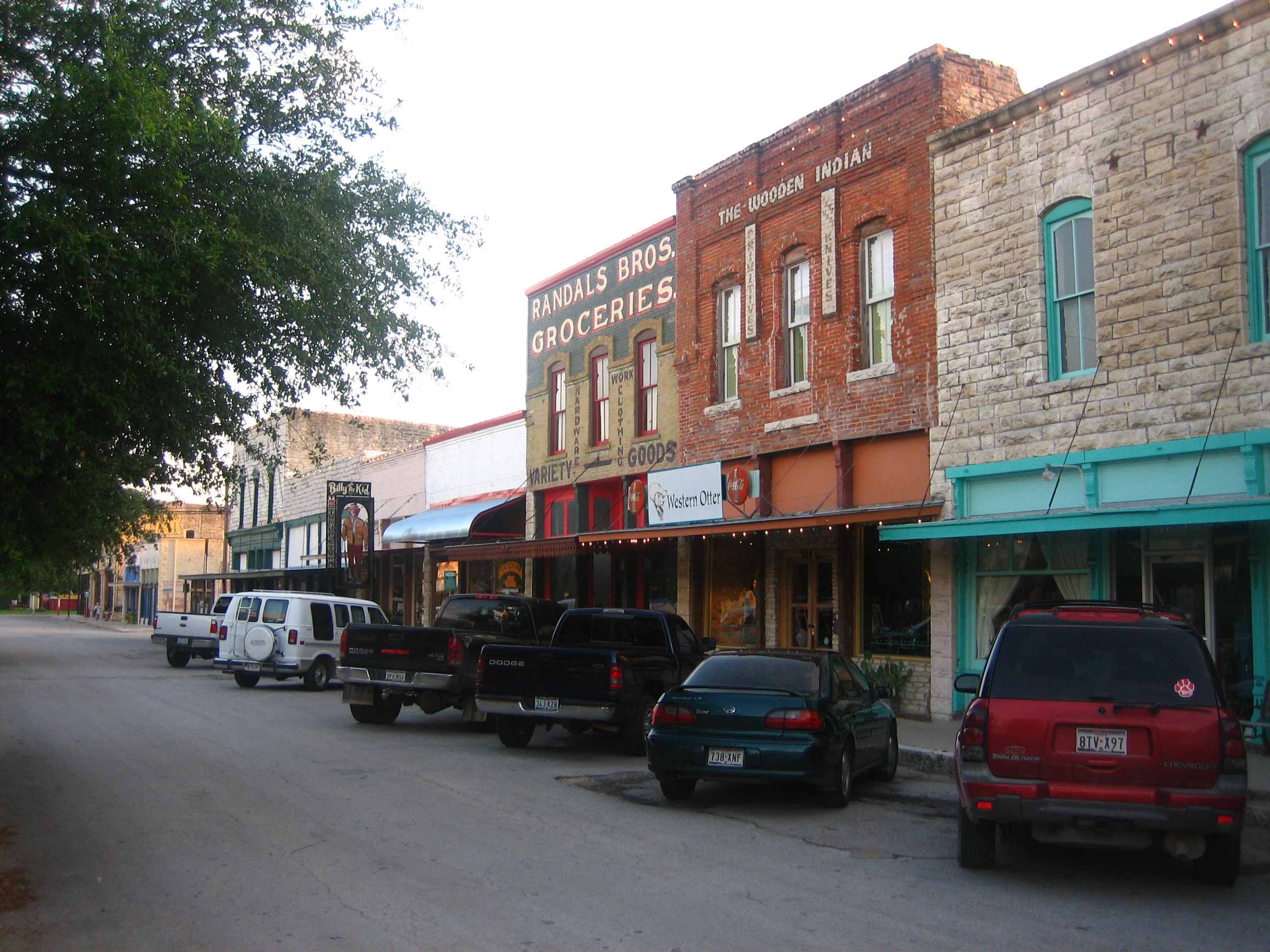
Centre historique de Hico (Texas) avec le Musée Billy the Kid à l'arrière-plan.

En 1949, un juge nommé William Morrison situe un homme au centre du Texas nommé Ollie P. Roberts (surnommé « Brushy Bill »), qui prétendait être Billy the Kid (abattu par Pat Garrett en 1881). Apparemment, Brushy Bill Roberts n'a jamais confirmé ou nié sa réclamation à propos de Billy the Kid, jusqu'à quelques années avant sa propre mort. Il a dit à Morrison qu'il serait d'accord pour dire la « vérité » en échange de la grâce totale qui avait été promise par le gouverneur du Nouveau Mexique après la guerre du comté de Lincoln, Lew Wallace. Roberts a affirmé qu'il avait survécu à la journée historique de 1881 où Pat Garrett avait tué le Kid. Sa soudaine apparition et demande de pardon a un effet profond sur les descendants de Garrett : Garrett a-t-il abattu un innocent et laissé Billy s'en tirer ?
Brushy Bill a affirmé être né le 31 décembre 1859, sous le nom de William Henry Roberts à Buffalo Gap, près d'Abilene (Texas). D'autres prétendent qu'il est en fait né en 1868, tandis que les dossiers de recensement indiquent que Roberts est né en 1879. La nièce d'Oliver P. Roberts, Genève Pittmon, a pu montrer que la date de naissance de son oncle (Oliver P., pas Oliver L.) avait été enregistrée dans la Bible de famille. Cependant, le problème de la date de naissance inconnue de Ollie L. Roberts est que l'affaire Brushy a révélé que Oliver P. Roberts était son cousin éloigné. Après la mort d'Oliver P. Roberts, Brushy a pris son identité.
Comme Billy the Kid avait environ 21 ans au moment de sa mort en 1881, si l'une des deux dates de naissance est vraie, alors il serait impossible que Brushy Bill soit le Kid. Brushy avait vécu sous le pseudonyme de Ollie L. Roberts quand Genève Pittmon était une petite fille, elle a été informée que l'affaire Brushy concernait son oncle Ollie. Elle n'a jamais su la vérité sur son identité, parce que son père, Thomas U. Roberts, avait aidé Billy / Brushy à se cacher.
Ollie L. (ou P.) Roberts, surnommé Brushy Bill Roberts, né le 31 décembre 1859, ne pouvait pas convaincre sa demi-sœur, Martha V. Roberts, qu'il était bien le Kid. Elle est née le 3 septembre 1873, et elle a toujours dit qu'elle connaissait la différence entre un frère et un cousin. Elle a dit qu'Ollie n'était pas son cousin mais son frère. Ollie, surnommé « Brushy Bill » venait dans sa maison à Jacksonville, au Texas,en portant ses bottes et son chapeau de cowboy, et il disait à tout le monde qu'il avait un secret, qu'il était Billy the Kid, mais on ne le croyait pas.
Si Brushy Bill était né en 1859, il aurait eu 91 ans au moment de sa mort d'une crise cardiaque à Hico. S'il était né en 1879, il n'aurait eu que 71 ans au moment de sa mort. En outre, Roberts aurait prétendu être un membre de gang de Jesse James, avant de décider de sortir comme le « vrai » Billy the Kid.
Le 29 novembre 1950, lors d'une rencontre avec le gouverneur du Nouveau-Mexique, Thomas J. Mabry, Brushy Bill a été incapable de convaincre le gouverneur qu'il était Billy the Kid. Brushy, qui avait apparemment subi un AVC léger, ne pouvait même plus se rappeler le nom de Pat Garrett. Le gouverneur Mabry ne croyait pas que Brushy était le Kid, et donc n'a pas émis de pardon. Le 27 décembre 1950, alors qu'il marchait dans la rue pour porter un colis au bureau de poste, Brushy a eu une crise cardiaque. Il est tombé sur le sol et est mort peu après.